# قوى التجديد
قوى التجديد (بالفرنسية: Forces du Renouveau)‏ هو حزب سياسي في جمهورية الكونغو الديمقراطية. نشأ الحزب كفصيل منشق عن التجمع من أجل الديمقراطية الكونغولية الثائر، وكان يُعرف سابقًا باسم التجمع الكونغولي من أجل الديمقراطية-كيسنغاني-حركة التحرير.
حصل التجمع على 15 مقعدا في الجمعية الوطنية الانتقالية وشارك في الحكومة الانتقالية برئاسة جوزيف كابيلا.
اتهمت هيومن رايتس ووتش التجمع بتجنيد الأطفال.  كما شاركوا في نزاع إيتوري.
جاء زعيمهم، أنتيباس مبوسا، في المركز الحادي عشر في الانتخابات الرئاسية لعام 2006 بحصوله على 96,503 صوتًا، وفاز بـ 26 مقعدًا في الانتخابات المتزامنة للجمعية الوطنية. في الانتخابات العامة لعام 2011، خسرت قوى التجديد 20 مقعدًا في الجمعية الوطنية.
وفازت بسبعة مقاعد من أصل 108 في الانتخابات غير المباشرة لمجلس الشيوخ.
انضمت إلى حكومة أنطوان جيزنغا حيث أصبح مبوسا وزيرًا للخارجية.